# 眼點角莖鱂
眼點角莖鱂，為輻鰭魚綱鯉齒目鯉齒亞目花鳉科的其中一種，分布於南美洲巴西Prado及Sooretama的沿岸流域，體長可達1.9公分，屬雜食性，生活習性不明。

## 擴展閱讀
維基物種上的相關：眼點角莖鱂